# Hexenturm
Hexenturm är en bergstopp i Österrike.   Den ligger i distriktet Liezen och förbundslandet Steiermark, i den centrala delen av landet, 150 km väster om huvudstaden Wien. Toppen på Hexenturm är 2 172 meter över havet.
Terrängen runt Hexenturm är varierad. Närmaste större samhälle är Rottenmann, 17,8 km sydväst om Hexenturm. 
I omgivningarna runt Hexenturm växer i huvudsak blandskog. Runt Hexenturm är det ganska glesbefolkat, med 25 invånare per kvadratkilometer.